# Euphaedra aureola
Euphaedra aureola är en fjärilsart som beskrevs av Kirby 1889. Euphaedra aureola ingår i släktet Euphaedra och familjen praktfjärilar. Inga underarter finns listade i Catalogue of Life.